# ایزابلی لیت
ایزابلی لیت (انگلیسی: Izabelle Leite)؛ (زادهٔ ۱ سپتامبر ۱۹۹۰) بازیگر و مدل برزیلی است. او بیشتر در صنعت فیلمسازی هند کار می‌کند.

## فیلم‌شناسی
| سال  | فیلم                  | نقش           | زبان  | نکات      | مرجع  |
| ---- | --------------------- | ------------- | ----- | --------- | ----- |
| ۲۰۱۲ | تلاش: پاسخ دروغ پنهان | پروستیتوت     | هندی  | سیاه لشکر |       |
| ۲۰۱۳ | شانزده                | آنو           | هندی  |           | [ ۳ ] |
| ۲۰۱۴ | شلوار لی کهنه         | نایانترا ساپو | هندی  |           | [ ۴ ] |
| ۲۰۱۸ | نارندرا               |               | تلوگو |           |       |
| ۲۰۱۹ | آقای مجنون            | ماتر مدوی     | تلوگو |           |       |
| ۲۰۲۰ | عاشق مشهور جهان       | ایزا کوزا     | تلوگو |           | [ ۵ ] |